# 迈克尔·路易斯·弗兰德利
迈克尔·路易斯·弗兰德利（1945年—），是加拿大安大略省约克大学的心理学教授，以及统计学顾问服务部（Statistical Consulting Service）的副协调员。

## 简历
迈克尔·弗兰德利于1972年从美国普林斯顿大学心理学教研室获得了心理测量学与认知心理学博士学位。在那里，他还获得了美国教育考试服务中心（Educational Testing Service）颁发的心理测量学奖学金（Psychometric Fellowship）。
目前，他是加拿大约克大学的一位心理学教授，并且自1985年以来，一直是统计学顾问服务部（Statistical Consulting Service）的副协调员和主任。
此外，他还担任着（计算与图解统计学杂志）的副编辑职务。

## 工作
目前，弗兰德利是统计学、图形以及宏编制方面的专家，并且在概念化（概念表达）、研究以及写作方面也具有丰富的经验。二十五年多以来，他一直在运用SAS软件，教授心理学方面关于多元数据分析与计算机方法的研究生课程。
他的研究兴趣在发展变化，先后包括对于认知心理学方面的问题，包括那些关于从图形呈现形式之中提取信息的认知方面的问题，普遍运用定量型计算机方法；1991年，涉及的是统计学与数据可视化的历史；2008年，则涉及的是数据与信息可视化的图解方法。

### 可视化的种类
弗兰德利对不同种类的可视化术语进行过分析。弗兰德利2008年指出，信息可视化乃是最为宽泛的术语，可以涵盖可视化领域当中的所有发展。如果加以充分组织和整理，几乎任何可见的事物都是某种信息：表格、图形、地图，甚至是文本，无论静态还是动态，都会为我们提供某种或某些手段和途径，以便揭示其内在的本质，确定问题的答案，查明各种关系，或许甚至还包括理解那些在其他形式下不那么已于发现的事物。从这种意义上来说，信息可视化又使我们想起了岩石上最早出现的涂鸦，想起了图解手稿之中作为助记手段的插图的发展，以及想起了历史上科学与数学对于图表的最早运用 。
不过，人们如今已经分别为某些可视化术语赋予了特殊的含义。2008年，弗兰德利在其所编制和撰写的关于主题制图（thematic cartography）、统计图形和数据可视化的编年史当中分别概括阐述了这些术语的具体含义：
- 信息可视化：一般适用于大规模非数值型信息资源的可视化呈现，如软件系统之中的众多文件和一行行程序代码、图书馆与文献书目数据库以及国际互联网之上种类繁多而又错综复杂的关系网络等等[4]。
- 科学可视化：是近年来兴起的另一个领域，主要关注的是三维等高维现象（如建筑学、气象学、医学和生物学等方面的现象）的可视化；其中，重点在于对立体、曲面和光源等的逼真渲染；另外，其中或许还会采用某种动态（时间）要素[4]。
- 数据可视化：是关于“数据”的可视化呈现的科学。这里，“数据”是指已经采取某种图解形式（schematic form）提取出来的信息，包括信息单位的属性或变量。该主题领域可能用来涵盖两个主要的焦点领域：统计图形（statistical graphics）和主题制图[4]。
- 制图可视化：主要关注的是局限于特定空间领域内的表达与呈现；相对而言，统计图形则适用于任何在其统计分析工作当中采用图解方法的领域[4]。

## 出版物
弗兰德利编著出版过四部书籍，并且撰写了众多的研究论文。
书籍：
- （英文）高级徽标：一种用于学习的语言：1988. Advanced Logo: A Language for Learning. Hillsdale, N.J. : Lawrence Erlbaum Associates.
- （英文）用于统计图形的SAS系统：1991. SAS System for Statistical Graphics. Medium: Paperback.
- （英文）分类数据之可视化：2000. Visualizing Categorical Data. Cary, NC: SAS Institute.
- （英文）可视化统计学：利用动态交互式图形审视数据：2006. Visual statistics : seeing data with dynamic interactive graphics. With Forrest W. Young and Pedro M. Valero-Mora. Hoboken, N.J. : Wiley-Interscience.

文章、报告及论文选集：
- （英文）逻辑线性分析之中高阶相互作用的解释：一图抵千言：1991. "Interpreting higher order interactions in loglinear analysis: A picture is worth 1000 words". With John Fox. Tech. rep., Institute for Social Research, York University, Toronto, CA.
- （英文）分类数据的图解方法：1992. "Graphical methods for categorical data". In: Proceedings of the SAS User's Group International Conference, 17:1367-1373.
- （英文）2×2×k表的四重显示：1994. "A fourfold display for 2 by 2 by K tables". Tech. Rep. 217, York University, Psychology Dept.
- （英文）多向列联表之镶嵌式显示：1994. "Mosaic displays for multi-way contingency tables". In: Journal of the American Statistical Association, 89:190-200.
- （英文）镶嵌式显示之简史：2000. "A brief history of the mosaic display."[永久] Journal of Computational and Graphical Statistics. 11(1):89-107. URL
- （英文）统计图形的根源与分支：2000. "The roots and branches of statistical graphics". With Dan Denis. In: Journal de la Société Française de Statistique, 141(4):51-60. (published in 2001).
- （英文）数据可视化简史：2007. "A brief history of data visualization". In: C. Chen, Wolfgang Härdle and Antony Unwin, eds., Handbook of Computational Statistics: Data Visualization, vol. III, chap. 1, pp. 1-34. Heidelberg: Springer-Verlag.
- （英文）自然与社会的可视化：2007. "Visualizing nature and society". With Gilles Palsky. In: James R. Ackerman and Robert W. Karrow, eds., Maps: Finding Our Place in the World, pp. 205-251. Chicago, IL: University of Chicago Press.
- （英文）多元通用线性模型之HE图：2007. "HE plots for Multivariate General Linear Models." Journal of Computational and Graphical Statistics, 16, 421-444.
- （英文）主题制图、统计图形以及数据可视化历史上的里程碑：2008. "Milestones in the history of thematic cartography, statistical graphics, and data visualization" （页面存档备份，存于）.